# Cassine koordersii
Espèce
Statut de conservation UICN

PEWB1+2c : Peut-être éteint à l'état sauvage
Cassine koordersii est une espèce de plantes de la famille des Celastraceae.

## Liste des variétés
Selon Catalogue of Life (9 avril 2019) :
- variété Elaeodendron glaucum var. cochinchinense
- variété Elaeodendron glaucum var. montanum

## Publication originale
- Gardens' Bulletin, Singapore 39: 188. 1986[1987].